# St. Stanislaus (Waplewo)
Die St.-Stanislaus-von-Krakau-Kirche Waplewo ist ein Bauwerk aus dem letzten Drittel des 19. Jahrhunderts. Bis 1945 war sie das zentrale Gotteshaus des evangelischen Kirchspiels Waplitz im Kreis Osterode in Ostpreußen. Heute ist sie römisch-katholische Pfarrkirche in der polnischen Woiwodschaft Ermland-Masuren.

## Geographische Lage
Waplewo (deutsch Waplitz) ist ein Dorf der Stadt- und Landgemeinde Olsztynek (Hohenstein i. Ostpr.) im südlichen Westen der Woiwodschaft Ermland-Masuren. Es ist Bahnstation an der Bahnstrecke Działdowo–Olsztyn (Soldau–Allenstein) und über die Anschlussstelle „Waplewo“ direkt mit der Nord-Süd-Schnellstraße 7 Danzig–Warschau verbunden.
Die Kirche befindet sich in der Ortsmitte am Nordufer der Maranse (polnisch Marózka) und südlich der Straße nach Maróz (Groß Maransen).

## Kirchengebäude
Bereits im Jahre 1410 wurde eine Kirche aus der Ordenszeit als zerstört gemeldet. 1525 wurde erneut eine Kirche gebaut – als Holzkirche, die 1870 wegen Baufälligkeit abgerissen werden musste.
Im gleichen Jahr begann man mit dem Neubau einer neuen Kirche. Sie war 1872 fertiggestellt und wurde feierlich eingeweiht. Sie ist bis heute erhalten.
Bei dem Kirchenneubau handelte es sich um ein Gebäude aus Feldstein und Ziegel in neuromanischem Stil. Der Turm stammt aus früherer Zeit und wurde sorgfältig restauriert.
Altar und Kanzel bilden ein Ganzes. Das Altargemälde zeit den „Segnenden Christus“. Die Orgel wurde beim Neubau erweitert. Das Geläut der Kirche besteht aus zwei Glocken, von denen eine im Jahre 1681 vom damaligen Kirchenpatron Ernst Graf Finck von Finckenstein gestiftet worden war.
Das evangelische Gotteshaus wurde nach 1945 von der Römisch-katholischen Kirche übernommen, die es umfangreichen Veränderungen entsprechend anderer liturgischer Bräuche unterzog. Die Kirche wurde dem Krakauer Bischof St. Stanislaus gewidmet. Seit 1981 ist sie Pfarrkirche der gleichnamigen Pfarrei.

## Kirchengemeinde
Die Kirchengründung in Waplitz erfolgte bereits in der Ordens- und damit vorreformatischer Zeit. Mit dem Einzug der Reformation in Ostpreußen nahm die Gemeinde die evangelische Konfession an.

### Evangelisch

#### Kirchengeschichte
Im 16. Jahrhundert hatte Waplitz wohl keinen eigenen Pfarrer, sondern wurde von Geistlichen aus den Nachbarorten betreut. Das Kirchenpatronat hatten die Rittergutsbesitzer auf Waplitz inne. 1612 nahm ein eigener Pfarrer hier seinen Dienst auf. 1784 übernahm sein Amt der Pfarrer in Seelesen (polnisch Żelazno). Ab 1867 bestand eine besondere Verbindung zwischen Seelesen und Waplitz, die sich beide als selbständige Kirchengemeinden zu „Vereinigten Kirchengemeinden“ zusammentaten, wobei Seelesen der Pfarramtssitz war und sich beiden Gemeinden den Pfarrer „teilten“.
Bis 1945 gehörte Waplitz mit Seelesen zum Superintendenturbezirk Hohenstein i. Ostpr. (polnisch Olsztynek) im Kirchenkreis Osterode in Ostpreußen (Ostróda), der in die Kirchenprovinz Ostpreußen der Kirche der Altpreußischen Union eingegliedert war. Im Jahre 1925 betreute das Pfarramt in Seelesen 2410 Gemeindeglieder, von denen 1650 zum Kirchspiel Waplitz gehörten.
Flucht und Vertreibung der einheimischen Bevölkerung in Kriegsfolge setzten der Existenz der evangelischen Kirchengemeinde in dem dann „Waplewo“ genannten Ort ein Ende. Heute in dieser Region lebende evangelische Einwohner gehören zur Kirche Olsztynek (Hohenstein i. Ostpr.), einer Filialgemeinde der Christus-Erlöserkirche in Olsztyn (Allenstein) in der Diözese Masuren der Evangelisch-Augsburgischen Kirche in Polen.

#### Kirchspielorte
Bis 1945 waren in das Kirchspiel Waplitz 16 Dörfer und kleiner Ortschaften eingegliedert:
| Deutscher Name                           | Polnischer Name        |  | Deutscher Name                 | Polnischer Name               |
| ---------------------------------------- | ---------------------- |  | ------------------------------ | ----------------------------- |
| Adamsheide                               | Jadamowo               |  | Lehmany 1938–1945 Lehmanns     | Lemiesze                      |
| Amalienhof                               | Malinowo               |  | Rodau                          | Rodowo                        |
| Bujaken                                  | Bujaki                 |  | * Seythen                      | Sitno                         |
| Freudenthal/ Freudenthaler Mühle         | Ruda Waplewska         |  | * Thurowken 1938–1945 Turauken | Turówko                       |
| Ganshorn bei Hohenstein                  | Gąsiorowo Olsztyneckie |  | * Waplitz                      | Waplewo                       |
| Gay bei Hohenstein nach 1933: Gärtringen | Nowy Gaj               |  | Wilhelmshof                    | Wilamówko nach 1992: Wilamowo |
| Jakobsthal                               | Ciemnioch              |  | * Wittmannsdorf                | Witramowo                     |
| * Januschkau                             | Januszkowo             |  | Wronowo 1938–1945 Wiesengut    | Wronowo                       |

#### Pfarrer
Von 1612 bis 1784 waren an der Kirche Waplitz eigene Pfarrer tätig. Zuvor betreuten Nachbarpfarrer die Kirche, nach 1784 die Geistlichen aus Seelesen:
- Jacob Glenski, 1612
- Georg Loyky, bis 1697
- Martin Zastrau, 1697–1722
- Gottfried Nalentz, 1722–1725
- Christoph Lubinski, 1726–1759
- Christoph Albert Cwalina, 1758–1768
- Christoph Lebrecht Kelch, 1768–1773
- Georg Wilhelm Funck, 1774–1784

#### Kirchenbücher
Von den Kirchenbüchern der Kirchengemeinde Waplitz sind erhalten und werden bei der Deutschen Zentralstelle für Genealogie (DZfG) in Leipzig verwahrt:
- Taufen = 1784–1830
- Trauungen = 1784–1830, 1869–1875
- Begräbnisse = 1784–1830, 1868–1875.

### Römisch-katholisch
Vor 1945 waren die römisch-katholischen Einwohner in Waplitz und Umgebung in die Kirche Thurau (polnisch Turowo) im Dekanat Pomesanien (mit Sitz in Osterode in Ostpreußen) im damaligen Bistum Ermland eingepfarrt. Aufgrund der Ansiedlung vieler Neubürger meist katholischer Konfession nach 1945 entstand in Waplewo eine römisch-katholische Gemeinde, die 1981 in eine Pfarrei umgewandelt wurde. Sie übernahm das einst evangelische Gotteshaus als Pfarrkirche. Die Pfarrgemeinde St. Stanislaus gehört heute zum Dekanat Olsztynek (Hohenstein i. Ostpr.) im jetzigen Erzbistum Ermland.